# Velitelství výcviku – Vojenská akademie
Velitelství výcviku – Vojenská akademie (VeV-VA) ve Vyškově (přezdívaná též „Vyšpoint“ podle americké vojenské akademie ve West Pointu) je rezortní vzdělávací a výcvikové zařízení Ministerstva obrany České republiky.

## Činnost
Náplní činnosti je organizace a provádění základní, odborné a speciální přípravy, kariérového vojenského vzdělávání, výcviku vojenských profesionálů a příslušníků Aktivní zálohy AČR. Řídí a organizuje základní přípravu rekrutů a zabezpečuje vojenskou přípravu studentů Univerzity obrany v rozsahu své působnosti. Dále zabezpečuje přípravu jednotek a útvarů Armády ČR do zahraničních misí, zajišťuje provoz a rozvoj výcvikových zařízení ve vojenských výcvikových prostorech Armády ČR a simulačních a trenažérových technologií, plánuje jejich využití a připravuje v nich podmínky pro výcvik jednotek Armády ČR a sil NATO.

## Historie

### První republika
Počátek přípravy vojenského personálu v posádce Vyškov spadá do období nárůstu nebezpečí fašistického Německa po nástupu Hitlera k moci v roce 1933. Dnem 1. listopadu 1935 bylo zřízeno velitelství Výcvikového tábora v Dědicích u Vyškova a umístěno v zámečku Ferdinandsko ve výcvikovém prostoru. Výcvikový tábor byl samostatným útvarem podléhajícím velitelství III. armádního sboru. V září 1935 byly v čs. armádě tři pluky útočné vozby a to v Milovicích, Martině a ve Vyškově. Dne 1. října 1937 zahájilo Učiliště útočné vozby své působení ve Vyškově a tímto dnem se stalo posádkové město Vyškov také městem vojenského školství. Prvním velitelem Učiliště útočné vozby ve Vyškově byl jmenován plukovník pěchoty Alexander Fusek. Posledním velitelem učiliště byl plukovník Josef Morávek, který se okamžitě po okupaci zapojil do odbojové organizace Obrana národa.

### V době okupace
Učiliště zaniklo 27. června 1939 a tím skončila nejen existence Učiliště útočné vozby, ale i celé čs. armády. Bezprostředně po okupaci převzala stávající zařízení německá armáda, která značně rozšířila výcvikový prostor a využívala jej po celou dobu války. V areálu kasáren na Kozí Horce byly zřízeny dvě praporčické školy Wehrmachtu – jedna pro velitele tanků a druhá pro velitele obrněných transportérů.

### Do roku 1989
Po skončení války došlo postupně k obnovení vojenského školství v čele s Vojenskou akademií v Hranicích. V roce 1946 však existovalo i Tankové učiliště v Milovicích, které bylo stejně jako před deseti lety učiliště útočné vozby, přesunuto do Výcvikového tábora Dědice u Vyškova.
- V roce 1947 byla zřízena Dvouletá důstojnická škola tankového vojska a v jejím rámci Škola důstojníků v záloze tankového vojska a Aplikační kurzy důstojníků tankového vojska.
- Dnem 1. října 1950 byla zřízena Tanková vojenská akademie, která se stala součástí Tankového učiliště ve Vyškově a dne 12. září 1952 bylo učiliště přejmenováno na Tankové učiliště Klementa Gottwalda.
- Prvním velitelem tankového učiliště ve Vyškově se stal v roce 1947 plukovník František Řeřábek. Posledním velitelem učiliště byl plukovník Jan Cihlář.
- Dne 1. září 1958 vzniklo Vojenské učiliště hrdiny SSSR kapitána Otakara Jaroše.
- Dnem 1. června 1961 vytvořeno nové – Vyšší vojenské učiliště Hrdiny SSSR Otakara Jaroše ve Vyškově.
- V září 1961 působilo v učilišti 337 důstojníků, 91 praporčíků, 59 absolventů ŠDZ, 380 posluchačů učiliště, 315 žáků ŠDZ a 1 008 vojáků základní služby. Velitelem učiliště byl od roku 1957 do roku 1964 generál František Bedřich. Jeho nástupcem se stal generál Pavel Papač.
- Dnem 1. srpna 1967 bylo učiliště včleněno do „Velitelsko-organizátorské fakulty“ Vojenské akademie Antonína Zápotockého Brno, dislokované ve Vyškově. Studium bylo čtyřleté a absolventům byl udělován titul inženýr. Náčelníkem fakulty byl generálmajor Oldřich Kvapil. V roce 1969 byl z funkce odvolán a velením fakulty byl pověřen plukovník František Herodek.
- Dne 28. června 1972 vzniká z Velitelsko-organizátorské fakulty ve Vyškově Vysoká vojenská škola pozemního vojska kapitána Otakara Jaroše. Velením VVŠ byl pověřen plukovník František Herodek. Dnem 31. října 1972 převzal velení generálmajor Jozef Jurík.
- V roce 1975 je změněn název školy na Vysoká vojenská škola pozemního vojska trojnásobného Hrdiny ČSSR a Hrdiny SSSR armádního generála Ludvíka Svobody. V roce 1976 přebírá velení školy generálmajor Václav Roučka a v říjnu 1981 generálmajor Zdeněk Havala. Velením školy byl v únoru 1990 pověřen plukovník Vladimír Michálek, kterého vystřídal v srpnu 1990 generálmajor Jiří Šrámek. Prvním voleným rektorem se stal plukovník Kamil Kollert.

### Po roce 1989
- Dnem 1. září 1993 byla ve Vyškově zřízena Vojenská střední škola Krále Jana Lucemburského. Jejím velitelem byl plukovník Dušan Chovanec.
- Dnem 1. červenci 1996 byla zřízena Vojenská akademie ve Vyškově, která byla koncipována jako rezortní škola Ministerstva obrany k přípravě vojáků pro výkon základních velitelských a štábních funkcí. Prvním velitelem akademie se stal plukovník Vladimír Sova.
- K 1. dubnu 2003 vzniklo 4. velitelství pro výcvik a tvorbu doktrín. Do jeho podřízenosti byla převedena i Vojenská akademie a Centrum simulačních a trenažérových technologií s dislokací v Brně a ve Vyškově. Velitelem se stal brigádní generál Jiří Halaška.
- Ke dni 1. prosince 2003 bylo 4. velitelství pro výcvik a tvorbu doktrín reorganizováno na Ředitelství výcviku a doktrín. Jeho ředitelem se stal brigádní generál Jiří Halaška a v roce 2005 brigádní generál František Maleninský.
- Dnem 1. září 2004 byla zřízena v Brně Univerzita obrany, která sloučila Vysokou vojenskou školu pozemního vojska ve Vyškově, Vojenskou akademii v Brně a Vojenskou lékařskou akademii Jana Evangelisty Purkyně v Hradci Králové.
- Dnem 1. dubna 2005 byl zahájen svým rozsahem historicky první výcvik vojenských profesionálů.
- Dne 1. ledna 2009 bylo zřízeno Velitelství výcviku – Vojenská akademie. Jeho velitelem se stal plukovník generálního štábu Jaromír Zůna.